# The Life & Times of Tim
The Life & Times of Tim è una sitcom animata statunitense del 2008, creata, diretta e sceneggiata da Steve Dildarian.
La serie tratta le vicende di Tim, uno sventurato impiegato d'azienda di 20 anni che vive a New York insieme alla sua ragazza Amy. Nel corso della serie, Tim si trova sempre più in situazioni imbarazzanti e scomode che riguardano la carriera e la vita privata.
La serie è stata trasmessa per la prima volta negli Stati Uniti su HBO dal 28 settembre 2008 al 17 febbraio 2012, per un totale di 30 episodi ripartiti su tre stagioni. In Italia la serie è stata trasmessa su Deejay TV dal 16 gennaio 2010. In seguito è stata replicata su FX.

## Episodi
| Stagione         | Episodi | Prima TV USA | Prima TV Italia |
| ---------------- | ------- | ------------ | --------------- |
| Prima stagione   | 10      | 2008         | 2010            |
| Seconda stagione | 10      | 2010         | 2010            |
| Terza stagione   | 10      | 2012         | inedita         |

## Personaggi e doppiatori

### Personaggi principali
- Tim (stagioni 1-3), voce originale di Steve Dildarian, italiana da Federico Russo. È il protagonista della serie. Tim è un modesto colletto bianco dipendente della "Omnicorp", un'immaginaria azienda avente sede a New York. Pur operando con le migliori intenzioni, quasi sempre finisce col farsi coinvolgere in situazioni altamente imbarazzanti per il quale spesso non ha colpe.
- Amy (stagioni 1-3), voce originale di Mary Jane Otto, italiana di Marisa Passera. È l'infinitamente paziente ragazza di Tim.

### Personaggi ricorrenti
- Stu (stagioni 1-3), voce originale di Nick Kroll, italiana di Marcello Cortese. È il migliore amico di Tim e collega d'azienda.
- Debbie (stagioni 1-3), voce originale di Bob Morrow (st. 1-2) e Alan Tudyk (st. 3), italiana di Monica Pariante. È l'amica prostituta di Tim.
- Il capo (stagioni 1-3), voce originale di Peter Giles, italiana di Dario Oppido. È il capo della "Omnicorp".

### Personaggi secondari
- Rodney (stagioni 1-3), voce originale di Matt Johnson, italiana di Alessandro Rigotti. È l'assistente del capo e collega di Tim.
- Keith (stagioni 1-3), voce originale di Shantell Ball.
- Gary il gay (in originale: Gay Gary), voce originale di Bob Morrow.
- Blobsnark (stagioni 1-2), voce originale di Cheri Oteri, italiana di Giulia Franzoso. È la figlia dell'inserviente che lavora nel palazzo in cui abita Tim.
- Prete (stagioni 1-3), voce originale di Rick Gomez, italiana di Luca Ghignone.
- Becky (stagioni 2-3), voce originale di Melanie Lynskey, italiana di Elisabetta Spinelli.
- Vince (stagione 2), voce originale di Tony Hale, italiana di Lorenzo Scattorin.

## Produzione
The Life & Times of Tim è la prima serie animata della HBO dopo Spawn, trasmessa dal 1997 al 1999. La serie è stata originariamente ideata da Steve Dildaarian per la Fox nel 2007, basandosi sul suo corto animato Angry Unpaid Hooker, tuttavia è stata poi acquistata dalla HBO per una prima stagione formata da 10 episodi.
Il 20 aprile 2012, la rete ha annunciato la cancellazione della serie a causa dei bassi ascolti.

## Trasmissione internazionale
| Nazione     | Rete                          |
| ----------- | ----------------------------- |
| Australia   | Showcase                      |
| Canada      | HBO Canada, Teletoon at Night |
| Danimarca   | DR2                           |
| Grecia      | FX                            |
| Israele     | yes Stars Comedy              |
| Irlanda     | RTÉ Two, Comedy Central Extra |
| Italia      | Deejay TV, FX                 |
| Lega araba  | Showtime Arabia               |
| Malta       | FX                            |
| Paesi Bassi | RTL 5, Comedy Central         |
| Regno Unito | Virgin1, Comedy Central Extra |
| Stati Uniti | HBO                           |